# Шемаха (приток Уфы)

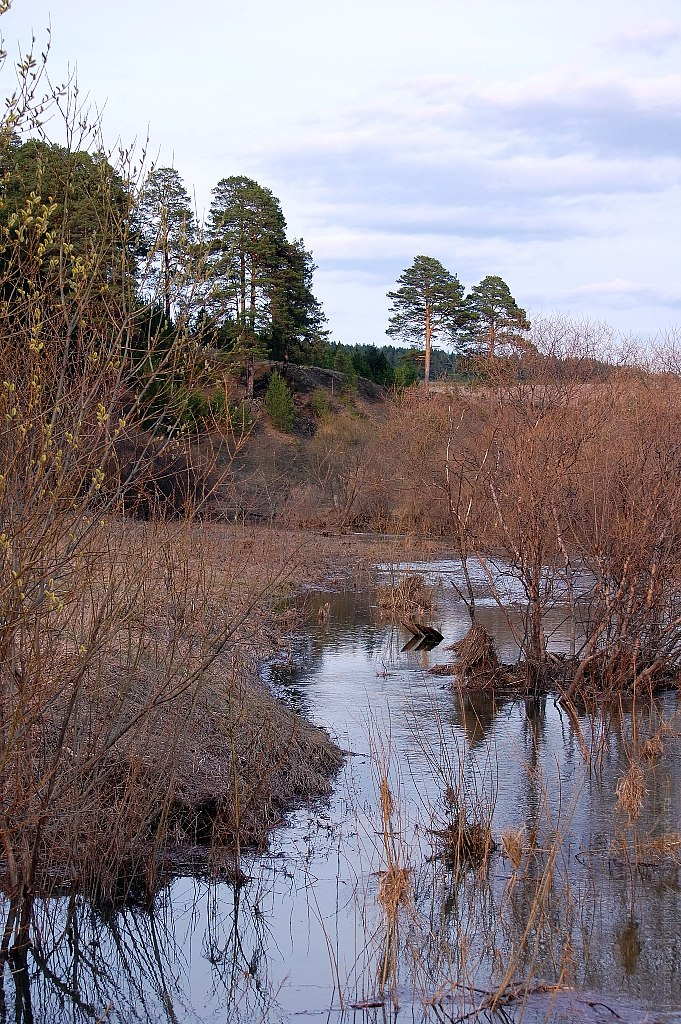
Река Шемаха возле устья

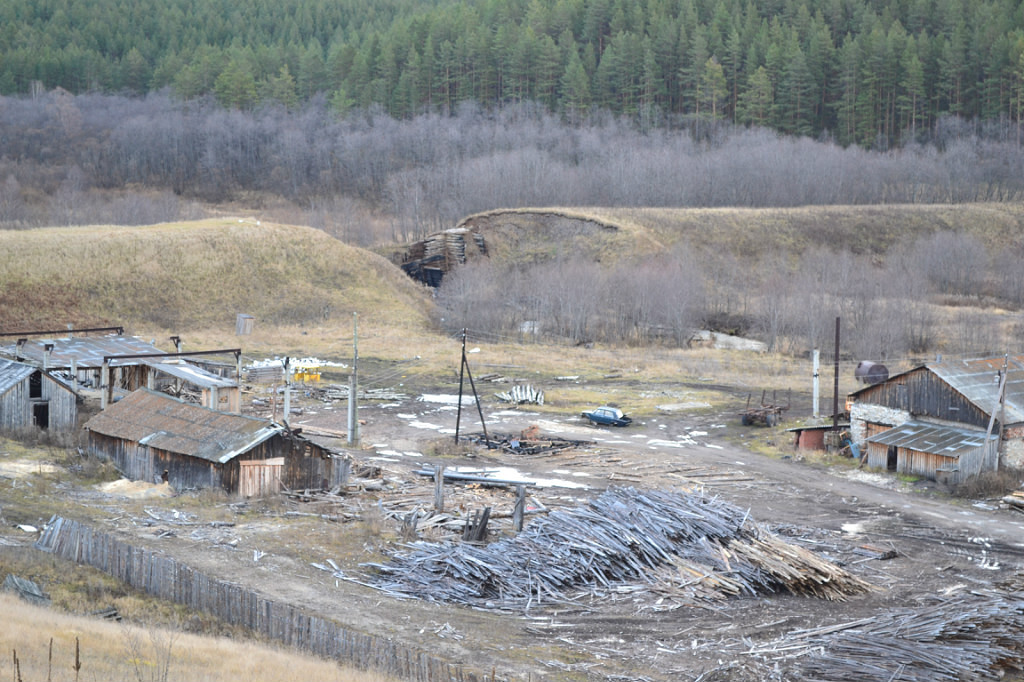
Плотина бывшего заводского пруда на реке Шемаха, створ разрушен

Шемаха́ (в верховье Нижняя Шемаха) — река на Среднем Урале, в Нязепетровском районе Челябинской области России. Устье реки находится в 692 км по правому берегу Уфы, возле села Шемаха. Длина реки составляет 16 км.
Берёт начало в 5 км к востоку от посёлка Сказ на западном склоне Бардымского хребта, течёт в юго-западном направлении.
В нижнем течении реки в северной части села Шемаха на реке устроен небольшой пруд.
До 1907 года на реке располагался Шемахинский железоделательный завод, для нужд которого в нескольких сотнях метров выше по течению от существующего пруда в XIX—XX веках существовал ещё один, более крупный. На начало XXI века пруд спущен, деревянная часть его плотины разрушена в результате пожара (земляная — сохранилась), а дно заросло кустарником и лиственными деревьями.

## Данные водного реестра
По данным государственного водного реестра России относится к Камскому бассейновому округу, водохозяйственный участок реки — Уфа от Нязепетровского гидроузла до Павловского гидроузла, без реки Ай, речной подбассейн реки — Белая. Речной бассейн реки — Кама.
Код объекта в государственном водном реестре — 10010201112111100020599.